# Hebefustis vitjazi
Hebefustis vitjazi là một loài chân đều trong họ Nannoniscidae. Loài này được Mezhov miêu tả khoa học năm 1986.